# László Páal

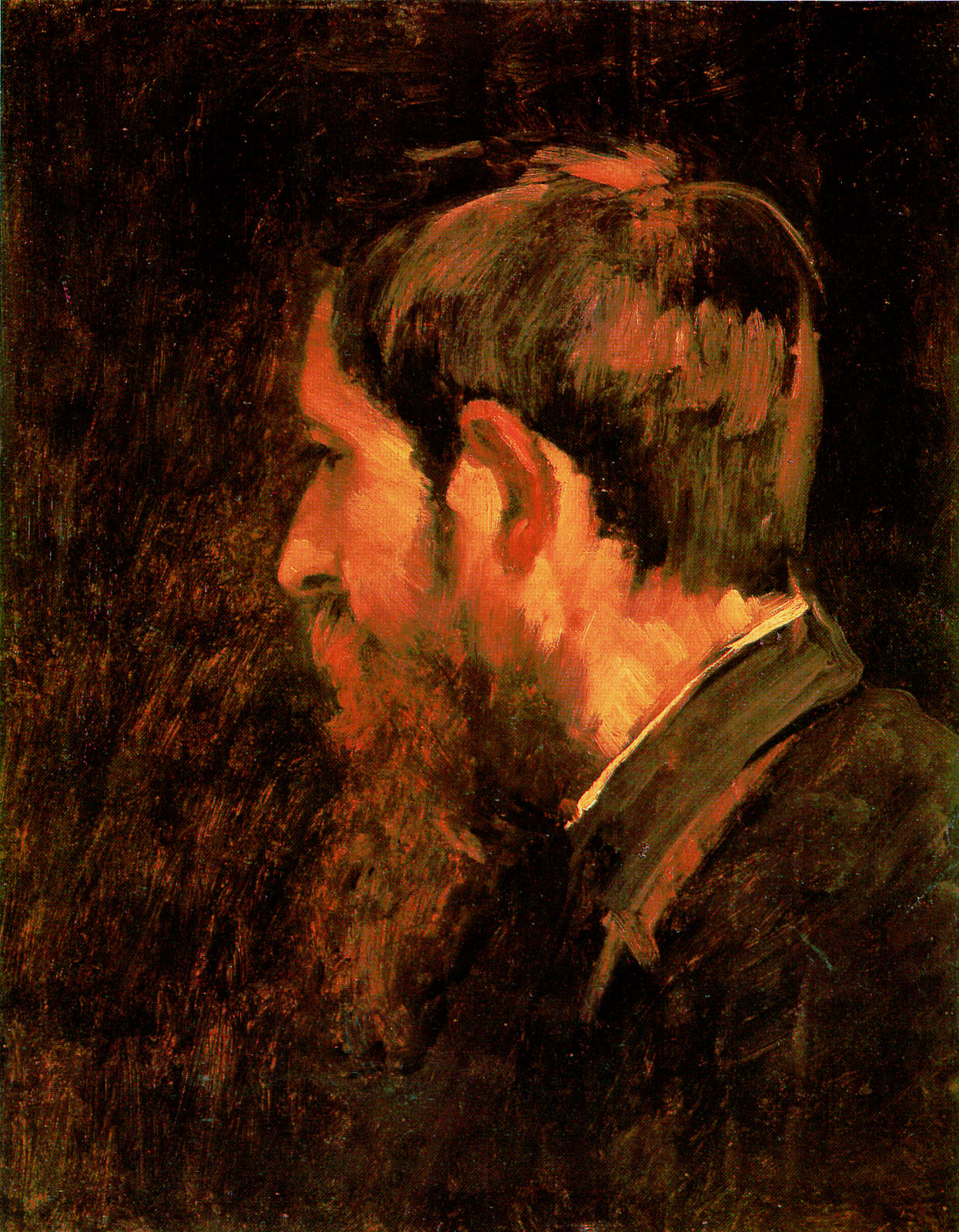
Retrato de László Paál por Mihály Munkácsy: (1877).

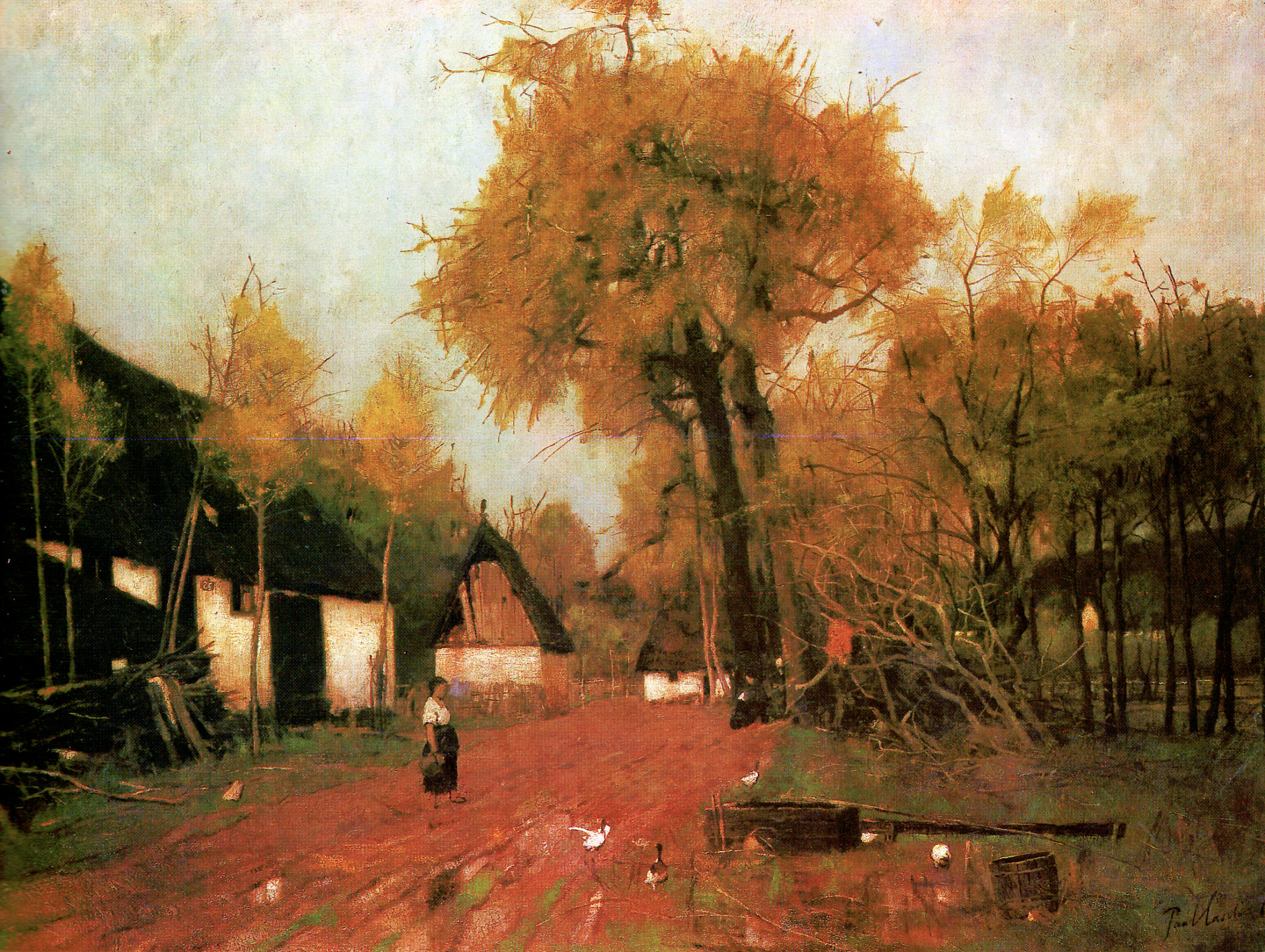
Vía de Berzova (1871).

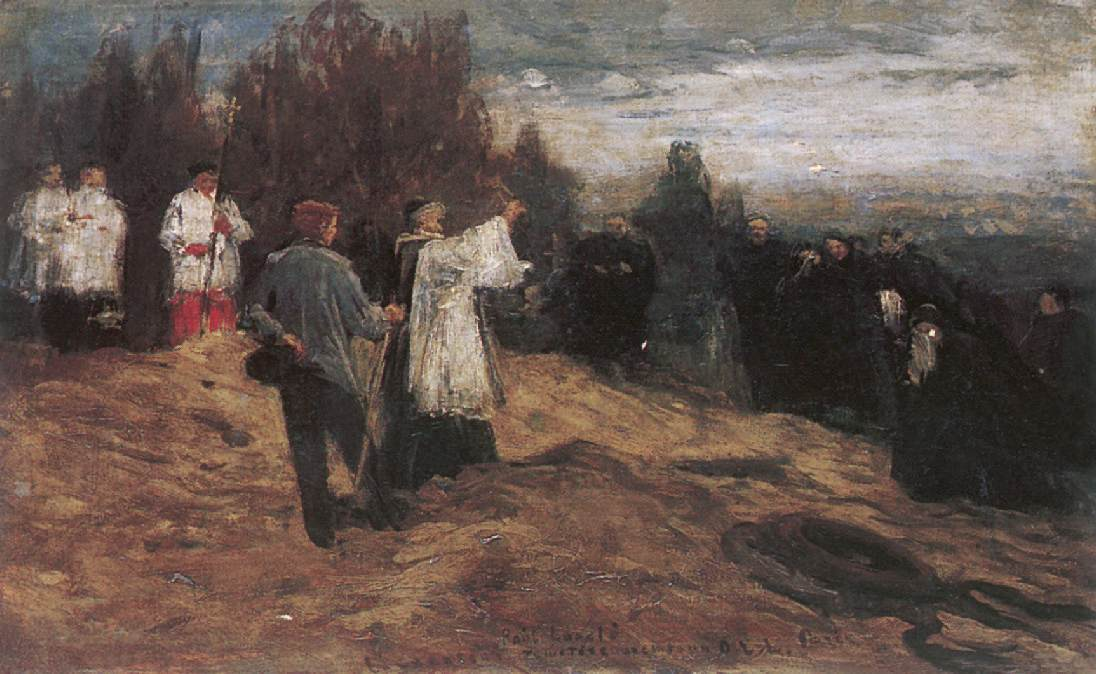
Deák-Ébner Lajos: Entierro de László Paál (1879).

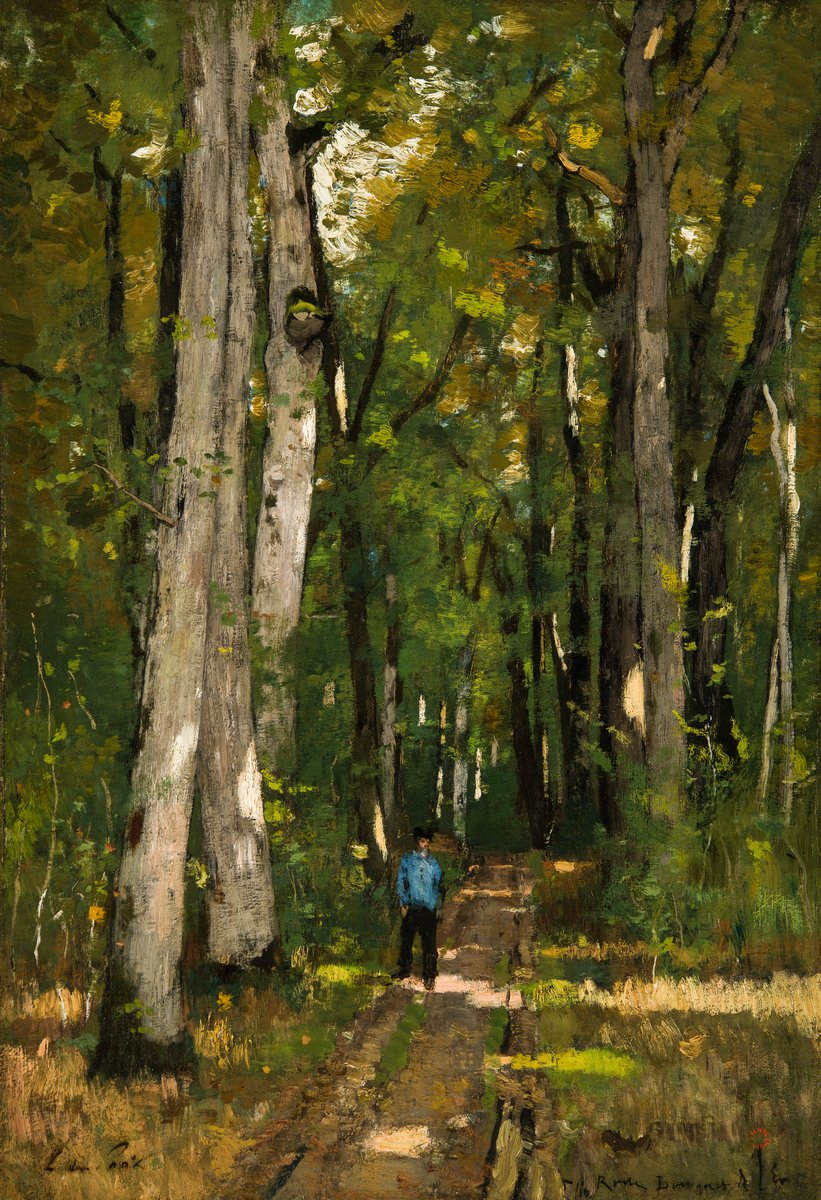
Camino en el bosque de Fontainebleau (1876).

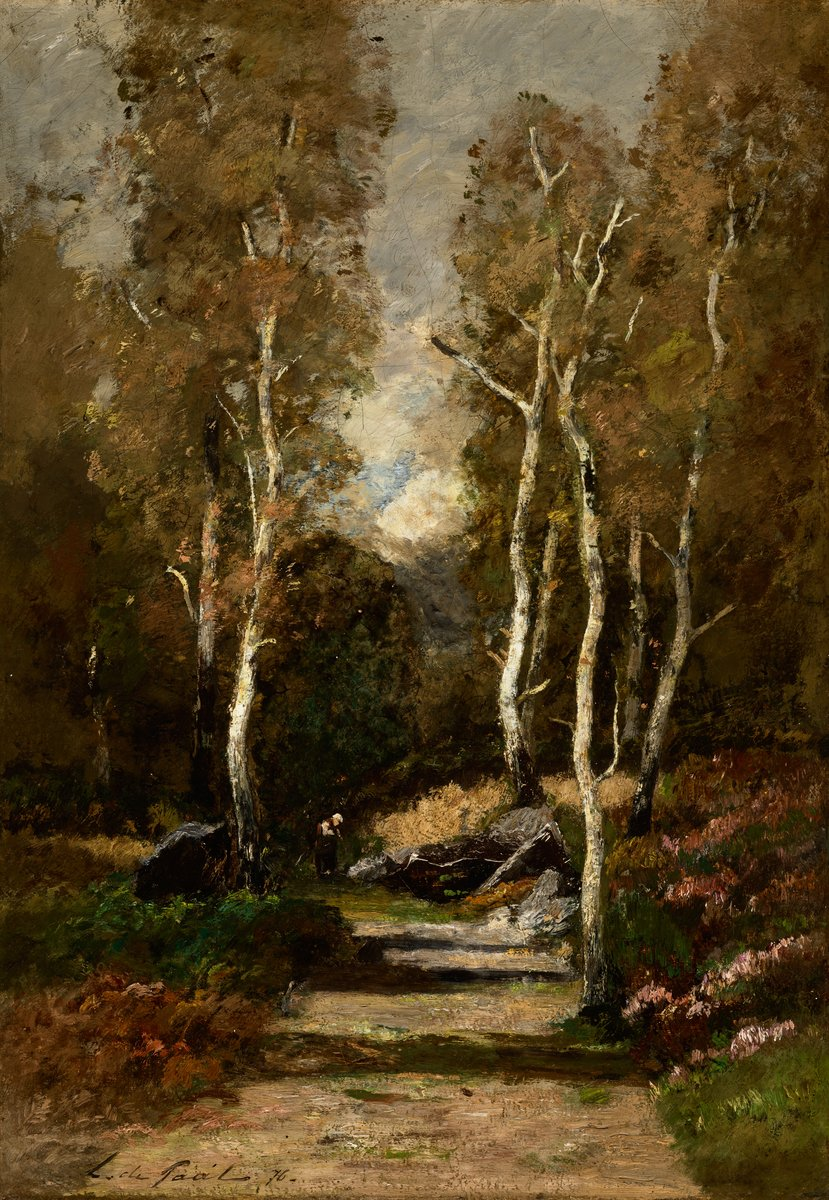
Camino a Transilvania (1876)
Tema recurrente en las pinturas de Paál.

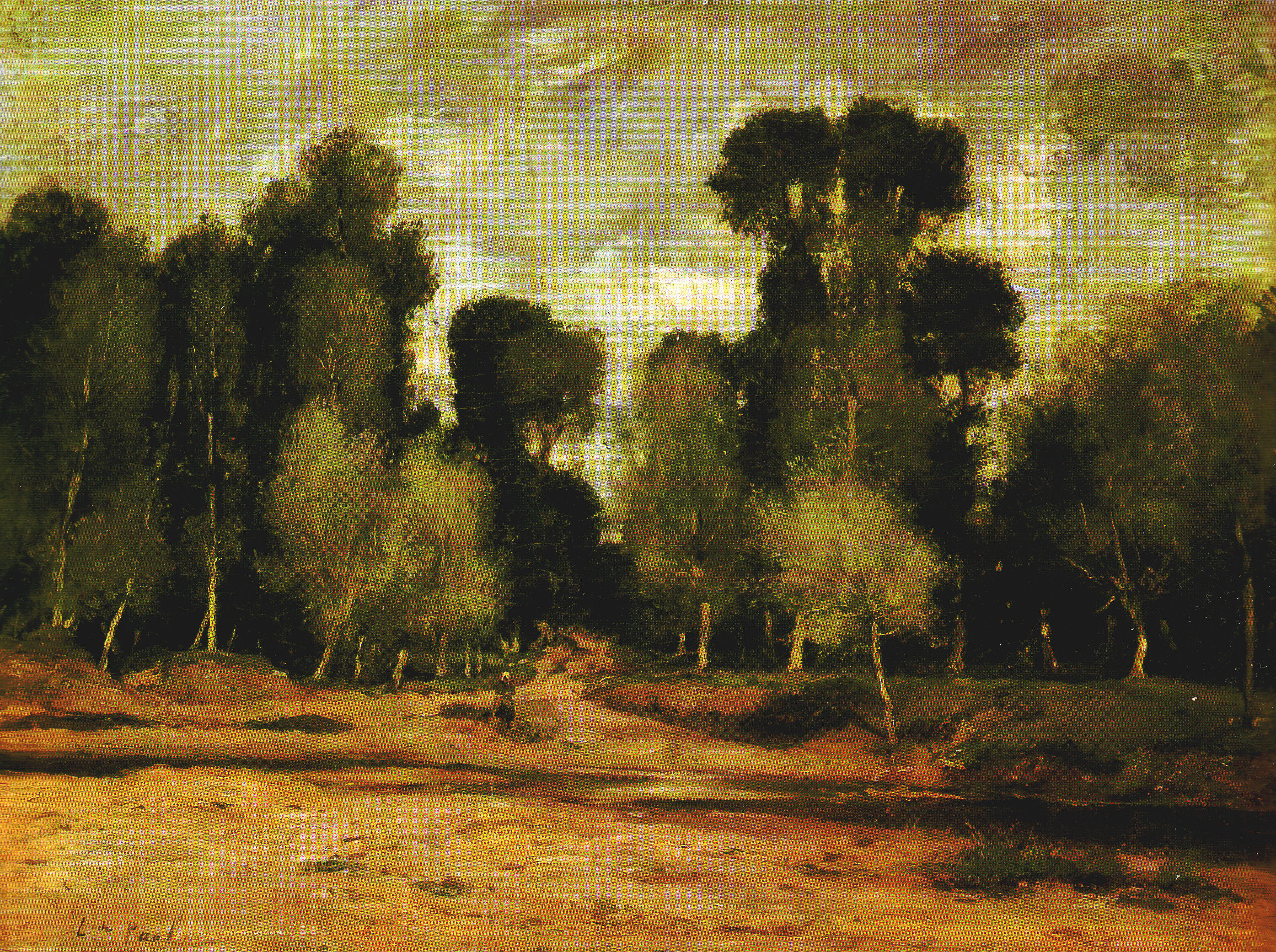
Nyárfák (1876).

László Paál (Zám, actualmente Rumanía, 30 de julio de 1846 - Charenton-le-Pont, Francia, 3 de marzo de 1879) fue un pintor húngaro que interpretó en una forma muy personal los lineamientos e ideas de la Escuela de Barbizon, la pintura a plein air y el paisajismo característico de los impresionistas franceses, imprimiéndole su personalidad "magyar". Mantuvo una estrecha amistad con Mihály Munkácsy. 
Se caracterizó por pintar bosques y detalles de los mismos con una profunda intuición y sentido poético.

## Biografía
László Paál crece en el seno de una familia de origen noble, aburguesada en el correr del siglo XIX, originaria de la provincia de Hunyad, en la localidad de Zám. Su padre, József Paál, fue funcionario de los correos, su madre Lujza Fülöp fue criada en adopción por el barón László Nopcsa. Tuvo dos hermanos gemelos, Gyula y Berta (nacidos en 1848), dos años más jóvenes.
La infancia de László fue bastante movida, a raíz de la ocupación del padre. En más de una ocasión la familia tuvo que mudarse: Arad, Odvos, Berzova fueron algunas de sus residencias. Su interés por el dibujo y la pintura se manifestó desde muy temprana edad. Como el estudiante más aventajado de la escuela de dibujo de Arad, asistió a la Academia de Arte de Viena, donde fue alumno del pintor Péter Nagy. Más tarde también estudió con Pál Böhm en el Instituto de Arad. Aquí, en 1862 conoció al que sería su amigo y mentor, Mihály Munkácsy. Durante este período, en la primera mitad de la década del 1860, conoció muchos lugares de la zona de Transilvania y produjo numerosas obras pictóricas de carácter romántico, plasmando los paisajes de la zona. 
A petición de su padre, en 1864 comenzó en Viena sus estudios de derecho. Sin embargo, muy rápidamente prefirió el curso preparatorio de la Academia de Artes Plásticas de Viena y en 1866 fue admitido a esta academia donde fue alumno de Albert Zimmermann. Ya en 1869 y 1870 expuso dos cuadros en la exposición otoñal de Pest. En 1869 obtuvo una beca del estado para continuar sus estudios en Múnich. En 1870 ganó otra beca para un viaje de estudio por Holanda, esta vez en compañía de su amigo austríaco Eugen Jettel, también pintor.

## Obra
László Paál fue uno de los pintores paisajistas húngaros que más influencia han tenido en la aceptación del nuevo estilo de pintura. Sus primeras obras estaban dominadas por los colores obscuros y los juegos de luces y sombras. Conjuntamente con Munkacsy fueron admiradores de los maestros alemanes y holandeses del siglo XVII como Frans Hals y Rembrandt. 
En 1871, en ocasión de su permanencia en Londres, profundizó el análisis de los paisajes de John Constable, a partir de este momento sus colores fueron aclarándose, iluminándose, y bajo la influencia de los acuarelistas ingleses de la época, él también experimentó con el acuarela, elaborando algunas obras con esta técnica.
En 1872, durante su segundo viaje a los Países Bajos encontró finalmente la liberación del color, sus obras se hicieron más claras, más coloridas y comenzaron a aparecer las grandes manchas de colores.
La adhesión a la Escuela de Barbizon no fue una sorpresa, ya en 1869, en la exposición de los pintores franceses en Múnich tuvo ocasión de conocer las obras de Gustave Courbet y de otros artistas del grupo.

### Principales pinturas
- Dél, (Mediodía) 1870, óleo sobre madera, 36,5×53,5 cm, Magyar Nemzeti Galéria, Budapest
- Berzovai utca, (Vía de Berzova) 1871, óleo sobre tela, 93×121 cm, Magyar Nemzeti Galéria, Budapest
- Borús idő, (Nublado) 1871, óleo sobre tela, 61×81 cm, Magyar Nemzeti Galéria, Budapest
- Erdő széle, (Orilla del bosque) 1872, óleo sobre madera, 58×85,5 cm, Magyar Nemzeti Galéria, Budapest
- Juhaklok, 1872, óleo sobre tela, 58,5×94,5 cm, Magyar Nemzeti Galéria, Budapest
- Tehenek a fák alatt, (Animales a la sombra de los árboles) 1872, óleo sobre tela, 78×132 cm, Magyar Nemzeti Galéria, Budapest
- Erdő mélye, (En la profundidad del bosque) 1873, óleo sobre tela, 69,5×100 cm, Magyar Nemzeti Galéria, Budapest
- A párizsi erődítések környéke, (En los alrededores de los muros de París) 1874, óleo sobre tela, 34×55,5 cm, Magyar Nemzeti Galéria, Budapest
- Békák mocsara, (Charco de ranas) 1875, óleo sobre tela, 63×92 cm, Magyar Nemzeti Galéria, Budapest
- A reggel, (La mañana) 1875, óleo sobre tela, 61,3×42,4 cm, Magyar Nemzeti Galéria, Budapest
- Viharos táj, (Paisaje tormentoso) 1875, óleo sobre tela, 73,5×106 cm, Magyar Nemzeti Galéria, Budapest
- Reggel az erdőben, (Por la mañana en el bosque) 1875, óleo sobre tela, 94,5×64,7 cm, Magyar Nemzeti Galéria, Budapest
- Erdőben, (En el bosque) aproximadamente 1875, óleo sobre tela, 89×116,5 cm, Magyar Nemzeti Galéria, Budapest
- Őszi hangulat – Erdőben, (Otoño en el bosque) aproximadamente 1875, óleo sobre tela, 81×100 cm, Magyar Nemzeti Galéria, Budapest
- Erdei út, (Camino a Transilvania) 1876, óleo sobre tela, 65×46 cm, Magyar Nemzeti Galéria, Budapest
- Út a fontainebleau-i erdőben, (Camino en el bosque de Fontainebleau) 1876, óleo sobre tela, 91,5×63 cm, Magyar Nemzeti Galéria, Budapest
- Nyárfák, 1876, óleo sobre tela, 53,3×72,6 cm, Magyar Nemzeti Galéria, Budapest
- Októberi szél, (Viento de octubre) 1876, óleo sobre tela, 75×109,5 cm, Magyar Nemzeti Galéria, Budapest
- Fa tanulmány, (Estudio sobre el árbol) aproximadamente 1876, óleo sobre tela, 92×72 cm, Magyar Nemzeti Galéria, Budapest
- Erdő belseje, (En el interior del bosque) 1877, óleo sobre tela, 130×97,8 cm, Magyar Nemzeti Galéria, Budapest
- Erdő mélye, (En la profundidad del bosque) 1877, óleo sobre tela, 100×70 cm, Magyar Nemzeti Galéria, Budapest
- Erdő mélye, (En la profundidad del bosque) 1877, óleo sobre tela, 62×51 cm, Magyar Nemzeti Galéria, Budapest
- Párizsi út a fontainebleau-i erdőben (croquis), (Camino a París en el bosque de Fontainebleau) 1877, carboncillo sobre papel, 41,8×55,5 cm, Magyar Nemzeti Galéria, Budapest